# Зиндранова
Зиндрано́ва (пол. Zyndranowa, англ. Zyndranowa) — лемківське село у Польщі, у гміні Дукля Кросненського повіту Підкарпатського воєводства, поблизу словацького кордону. Населення — 140 осіб (2011).

## Географія
Селом протікає річка Панна.

## Історія
Перша письмова згадка датується 1426 роком. 
За податковим реєстром 1581 р. селом володів Октавіан Ґуча, село було парохією в Бецькому повіті; були 22 селянські господарства, 1 коморники з тягловою худобою, 1 господарство солтиса і «піп руський з церквою».
У 1700 р. помер парох Василь Барвінський, після чого 6 років у селі не було пароха. Метричні книги провадились від 1739 р.
У 1815 р. до парохії (Дуклянський деканат Перемишльської єпархії) приєднано церкву в Барвінку.
У 1897 р. стараннями пароха Корнилія Копистянського збудована нова церква, цей парох відбув ув'язнення в Талергофі та утримав своїм авторитетом парохіян (крім 5) від схизми в 1926—1929 рр.
У 1939 році в селі проживало 1100 мешканців (840 українців, 200 поляків, 20 євреїв і 40 циган).
Під час акції з виселення українців 26 лютого 1945 року група з 18 осіб влаштувала напад на уповноважених СРСР з евакуації. Нападники забрали зброю в референта Пивеня, а також побили польського представника Бойка. Після Другої світової війни Лемківщина, попри сподівання лемків на входження в УРСР, була віддана Польщі, а корінне українське населення примусово-добровільно вивозилося в СРСР. Більшість жителів у 1945 р. виселено в Одеську область. Згодом, у період між 1945 і 1947 роками, у цьому районі тривала боротьба між підрозділами УПА та радянським військами. Решту лемків (109 осіб) в 1947 році між 25 і 31 травня в результаті операції «Вісла» було депортовано на понімецькі землі Польщі.
З часом частині лемків дозволили повернутися. У 1962 р. комуністична влада задля будівництва нової церкви дозволила лемкам розібрати стару, але зразу ж заборонила будівництво. В 1985 р. збудована мурована церква св. Миколая — філіальна православної парафії Команча.
У 1975—1998 роках село належало до Кросненського воєводства.

## Демографія
Демографічна структура станом на 31 березня 2011 року:
|          | Загалом | Допрацездатний вік | Працездатний вік | Постпрацездатний вік |
| -------- | ------- | ------------------ | ---------------- | -------------------- |
| Чоловіки | 77      | 18                 | 52               | 7                    |
| Жінки    | 63      | 16                 | 31               | 16                   |
| Разом    | 140     | 34                 | 83               | 23                   |

## Сьогодення
Тут знаходиться:
- Музей лемківської культури (організатор Ґоч Теодор);
- Лемківська стіна плачу — складається з хрестів дерев'яних лемківських церков, зруйнованих під час воєн і вигнань лемків.

Тут на Купала проводиться відомий етнографічний український лемківський фестиваль «Од Русаля до Яна».

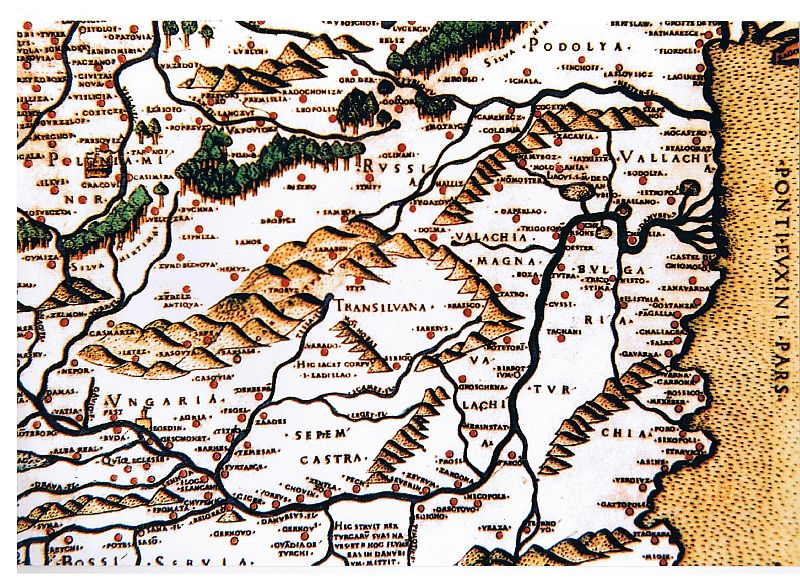
Зиндранова. Старовинна карта. (1507)
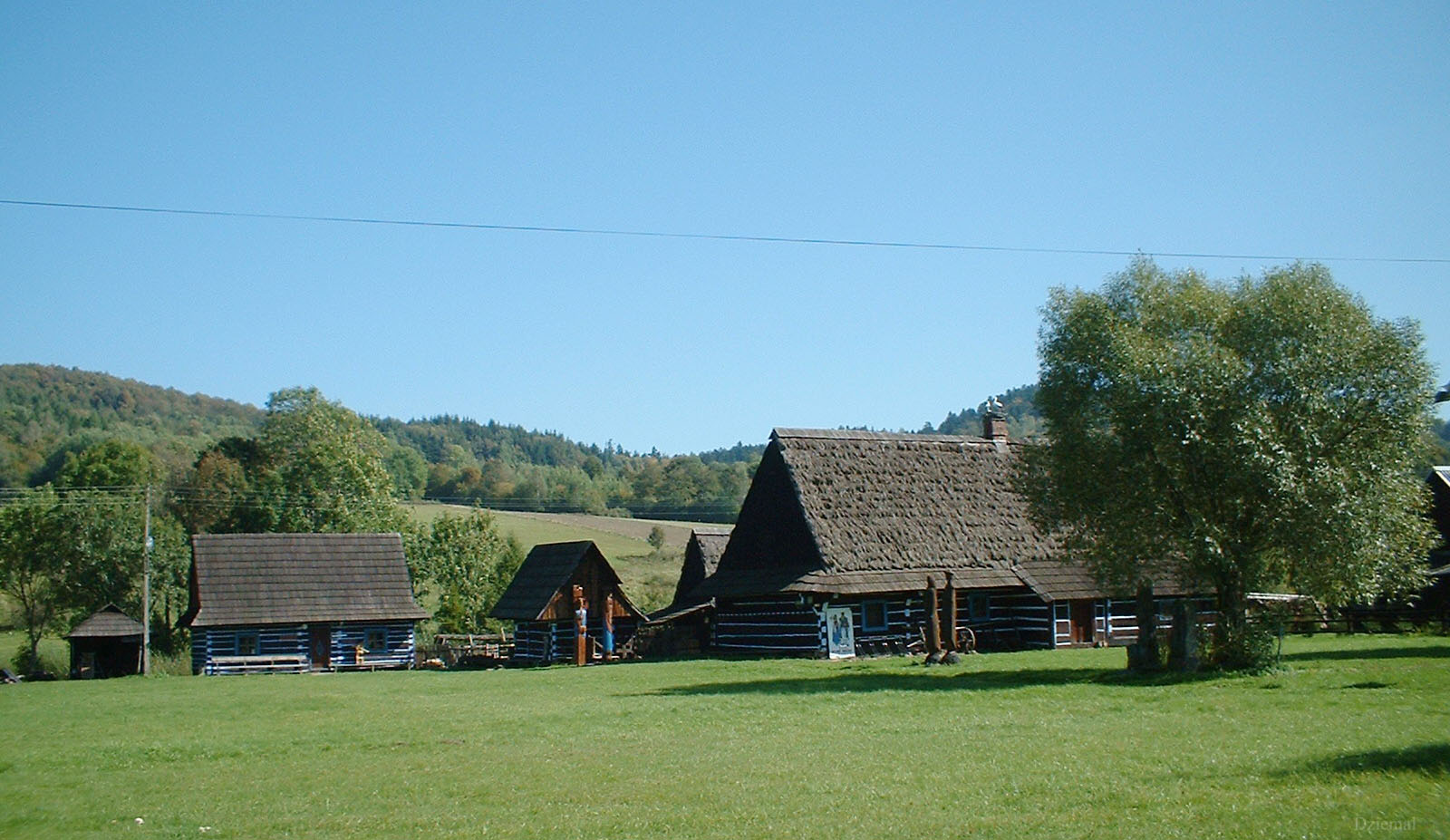
Зиндранова. Музей лемківської народної культури

## Народилися
В Зиндранові народився Гоч Теодор — культурний і громадський діяч лемків в Польщі.